# 東梅勒迪斯 (紐約州)
東梅勒迪斯（英語：East Meredith）是位於美國紐約州特拉華縣的非建制地區。

## 歷史
東梅勒迪斯的郵局自1869年營運至今。

## 地理
東梅勒迪斯所處的海拔為高於海平面427米（即1401英呎），而該地所採用的時區為UTC-5，即北美东部时区（EST）。同時該地設有夏令時間，為UTC-5調快一小時，即UTC-4（EDT）。